# Karbonatplattform

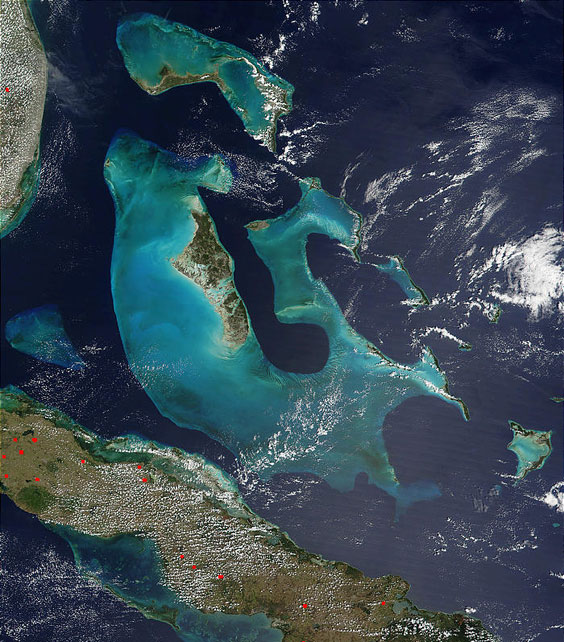
Die Karbonatplattform der Bahama Banks im Satellitenbild. MODIS, NASA

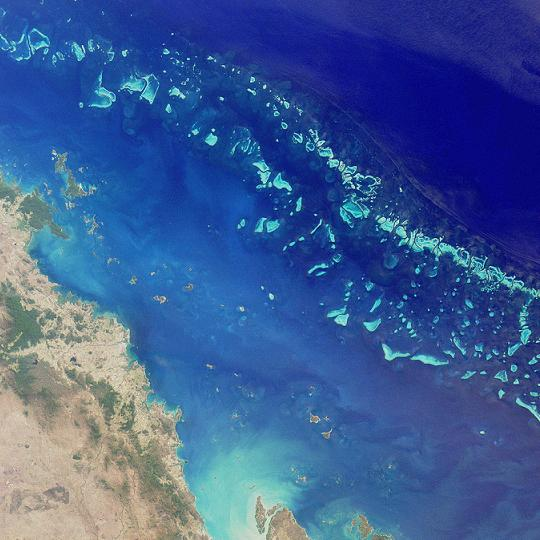
Das Große Barriereriff im Satellitenbild

Eine Karbonatplattform ist ein im Meer sedimentär abgelagerter Gesteinskörper, der seine Umgebung überragt und aus vor Ort abgelagerten Kalkablagerungen besteht.
Das Wachstum der Plattform wird von sessilen Organismen verursacht, deren Skelette ein Riff aufbauen, oder durch die Ausfällung von Kalk aus Meerwasser, die vor allem durch den Stoffwechsel von Mikroben verursacht wird.
Spektakuläre Beispiele heutiger Karbonatplattformen sind die Bahama Banks (mehrere Kilometer mächtig), die Halbinsel Yucatán, das Great Barrier Reef und die Atolle der Malediven. Auch die Halbinsel Florida ist eine Karbonatplattform, allerdings ist sie nicht mehr von Wasser bedeckt. Alle diese Riffe sind auf tropische Breiten beschränkt.
Heutige Riffe werden vor allem von Steinkorallen aufgebaut, in der geologischen Vergangenheit waren auch andere Organismen am Aufbau von Karbonatplattformen beteiligt, so etwa Tabulata und Rugosa, andere Nesseltiere oder Archaeocyathiden.

## Karbonatsedimentation
Die mineralogische Zusammensetzung von Karbonatplattformen ist entweder kalzitisch oder aragonitisch. Meerwasser ist übersättigt mit Calciumcarbonat (CaCO3), dessen Ausfällung bei erhöhten Temperaturen und geringem Druck thermodynamisch begünstigt ist. Treffen diese für die Ausfällung notwendigen Bedingungen zusammen, so kommt durch das Ineinandergreifen der Bildungfaktoren eine Produktion von Kalksediment in Gang, die enorme Mengen erzeugen kann (carbonate factory).
Dabei sind drei Arten von Karbonatausfällung möglich:
- Biologisch kontrollierte Karbonatausfällung ist die Verwertung von in Meereswasser gelöstem Karbonat beim Bau von Skeletten, etwa durch Korallen.
- Biologisch hervorgerufene Karbonatausfällung findet außerhalb von Organismen statt, so dass das Karbonat zwar nicht direkt von ihnen erzeugt, die Ausfällung jedoch durch ihren Stoffwechsel hervorgerufen wird.
- Abiotische Ausfällung wird wenig oder gar nicht von biologischen Vorgängen beeinflusst.

Biologisch kontrollierte Karbonatplattformen können nur dort entstehen, wo die Lebensbedingungen der Riffbildner gegeben sind. Begrenzende Faktoren sind u. a. Sonnenlicht, Wassertemperatur und Lichtdurchlässigkeit des Meerwassers. So ist Karbonatausfällung etwa an der Atlantikküste von Südamerika weit verbreitet, nur an der Mündung großer Flüsse wie der des Amazonas, die eine große Schwebstofffracht ins Meer hinausbringen, findet sie nicht statt.

## Klassifikation
Die oben beschriebenen drei Typen der Karbonatausfällung bestimmen verschiedene Plattformgeometrien (s. u.). Diese lassen sich nach den beteiligten Organismen, ihrer sedimentären Umgebung und der Art der Karbonatfällung unterteilen.

### Tropische Plattformen
In diesen Karbonatplattformen ist die Karbonatausfällung biologisch kontrolliert, vor allem von autotrophen Organismen wie Korallen, Grünalgen, Foraminifera und Mollusken. Tropische Karbonatplattformen entstehen nur in über 20 °C warmem und gut durchleuchtetem Wasser, das einen hohen Sauerstoff- sowie einen niedrigen Nähr- und Schwebstoffgehalt aufweist. Solche Bedingungen finden sich heute nur zwischen 30° Nord und 30° Süd zu beiden Seiten des Äquators. Der tropische Typ kommt heute am häufigsten vor, ist jedoch auch oft fossil überliefert.

### Plattformen kühleren Wassers
Wie der Name andeutet, kommen diese Karbonatplattformen in kühlerem Wasser und höheren Breiten vor als die tropischen Plattformen. Die Karbonatausfällung ist hier biologisch kontrolliert durch heterotrophe Organismen, manchmal in Verbindung mit photoautotrophen Organismen wie Rotalgen. Das Meerwasser, in dem diese Plattformen entstehen, ist durch einen höheren Anteil an Nährstoffen gekennzeichnet als bei den tropischen Plattformen.

### Mud Mounds
Mud Mounds werden charakterisiert durch abiotische und biologisch hervorgerufene Karbonatausfällung. Sie wachsen in nährstoffreichem Wasser, das einen niedrigen Sauerstoffgehalt aufweist. Mud Mounds sind auf dem Land vor allem als fossile Formationen aus dem Paläozoikum und Mesozoikum bekannt.

## Geometrie
Verschiedene Faktoren beeinflussen die Geometrie einer Karbonatplattform, u. a. die Oberflächengestalt ihres Untergrunds, synsedimentäre Tektonik, Meeresströmungen und Winde wie der Passat.
Der wichtigste Faktor ist jedoch die Art der Plattform selbst:
- tropische Plattformen sind meist von steilen Abhängen umgeben
- Plattformen kühleren Wassers führen im Allgemeinen zur Entstehung rampenartiger Strukturen (Karbonatrampen)
- Mud Mounds bilden hügelartige Körper mit sanften Formen.

Geometrisch am meisten gegliedert sind die tropischen Plattformen, und zwar von innen nach außen in die folgenden drei Hauptbereiche:

### Innere Lagune

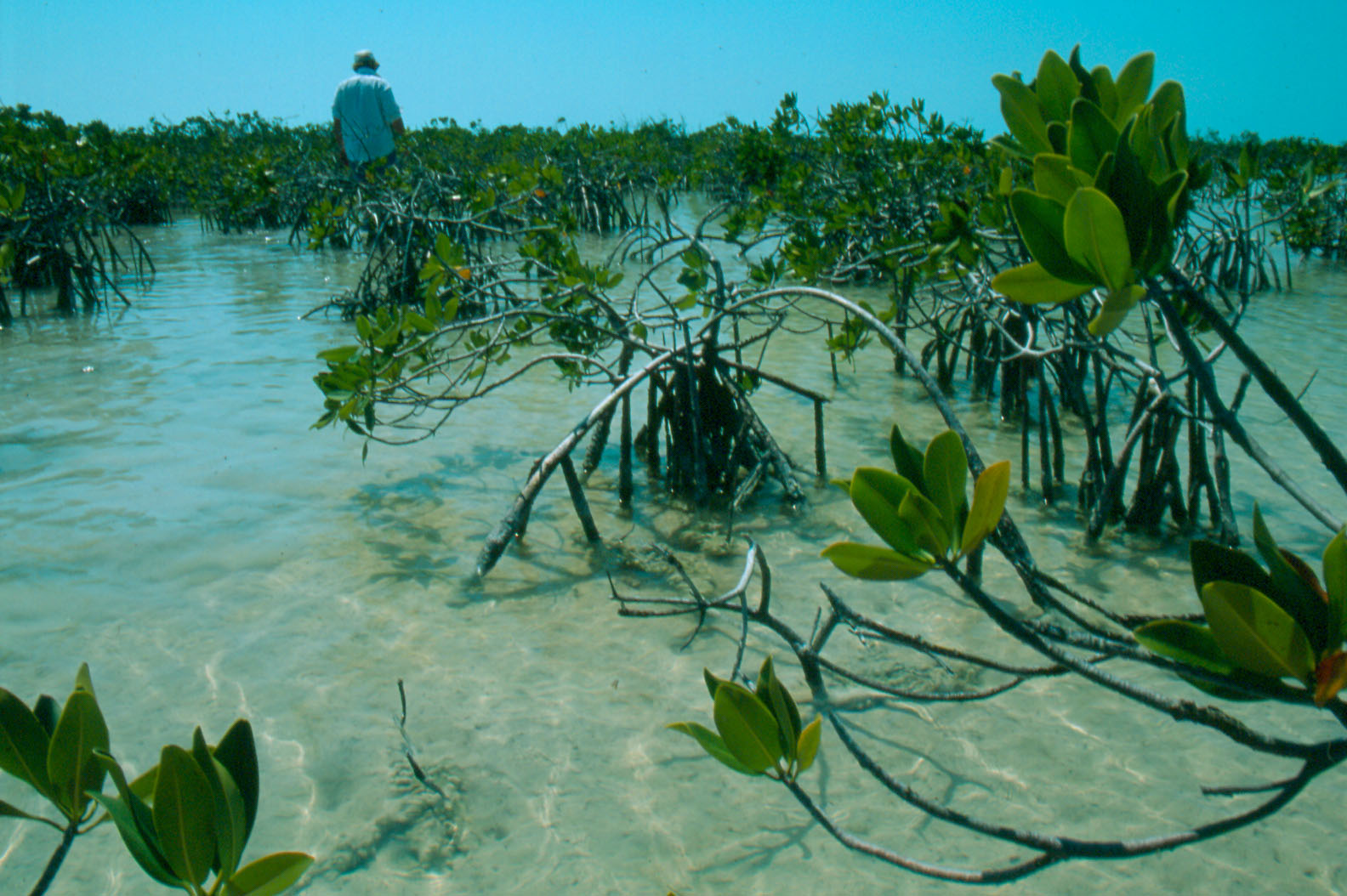
Sedimentation von Karbonatschlamm im inneren Teil einer Lagune. Der Schlamm wird durch Mangrovenschösslinge stabilisiert. Florida Bay, Sommer 2000

Die innere Lagune ist der hinter (landwärts) dem Riff liegende Teil der Karbonatplattform. Die Wassertiefe ist gering und das Wasser durch den Schutz des Riffes im Allgemeinen ruhig.
Die Sedimente der Lagune bestehen neben dem vorherrschenden Karbonatschlamm aus Rifffragmenten und Hartteilen von Organismen; in Landnähe kann ein Anteil an klastischen Sedimenten hinzukommen.
In einigen Lagunen, so etwa in der Florida Bay, produzieren Grünalgen große Mengen von Karbonatschlamm. Die hier gebildeten Kalksteine sind nach der Dunham-Klassifikation als Mudstones bis Grainstones anzusprechen, je nach der Bewegungsenergie des Wassers in der Lagune.

### Riff
Das Riff ist der Teil der Karbonatplattform, der im Wesentlichen durch das Wachstum von ortsgebundenen Organismen geschaffen wird. Heutige Riffe werden von hermatypischen (in Symbiose mit Zooxanthellen lebenden) Organismen aufgebaut. Das Riff ist die „Wirbelsäule“ der Karbonatplattform und trennt die Lagune vom Riffabhang. Das Überleben der Plattform ist vom Bestehen des Riffs abhängig, da nur dieses als starre Struktur Schutz gegen Wellen und Wind bietet. Riffe können als isolierte und weitgehend rundum abgeschlossene Gebilde vorkommen (Beispiel: Malediven) oder als vor dem Kontinent liegende und mit ihm verbundene epikontinentale Riffbauten, wie etwa die Riffe vor Belize und die Florida Keys. Aus geologischer Sicht handelt es sich bei den Riffgesteinen um massive Boundstones, also durch die Korallen gebundene Kalksteine.

### Riffhang
Der Riffhang ist der äußere Teil tropischer Plattformen, er verbindet das Riff mit dem Ozeanbecken. Hier wird ein großer Teil der Sedimente abgelagert, die durch verschiedene Prozesse aus der Lagune und vom Riff transportiert werden, u. a. durch das Losbrechen bereits verfestigten Kalksteins bei Stürmen. Daher finden sich am Riffabhang gröbere Sedimente als in der Lagune und im Riff. Nach Dunham sind sie als Rud- oder Grainstones zu bezeichnen. Durch die Ablagerung am Hang bilden sie charakteristische bogenförmige oder tafelige Schichten, die gegenüber den umgebenden Schichten geneigt sind (Klinoformen).

## Geologische Überlieferung

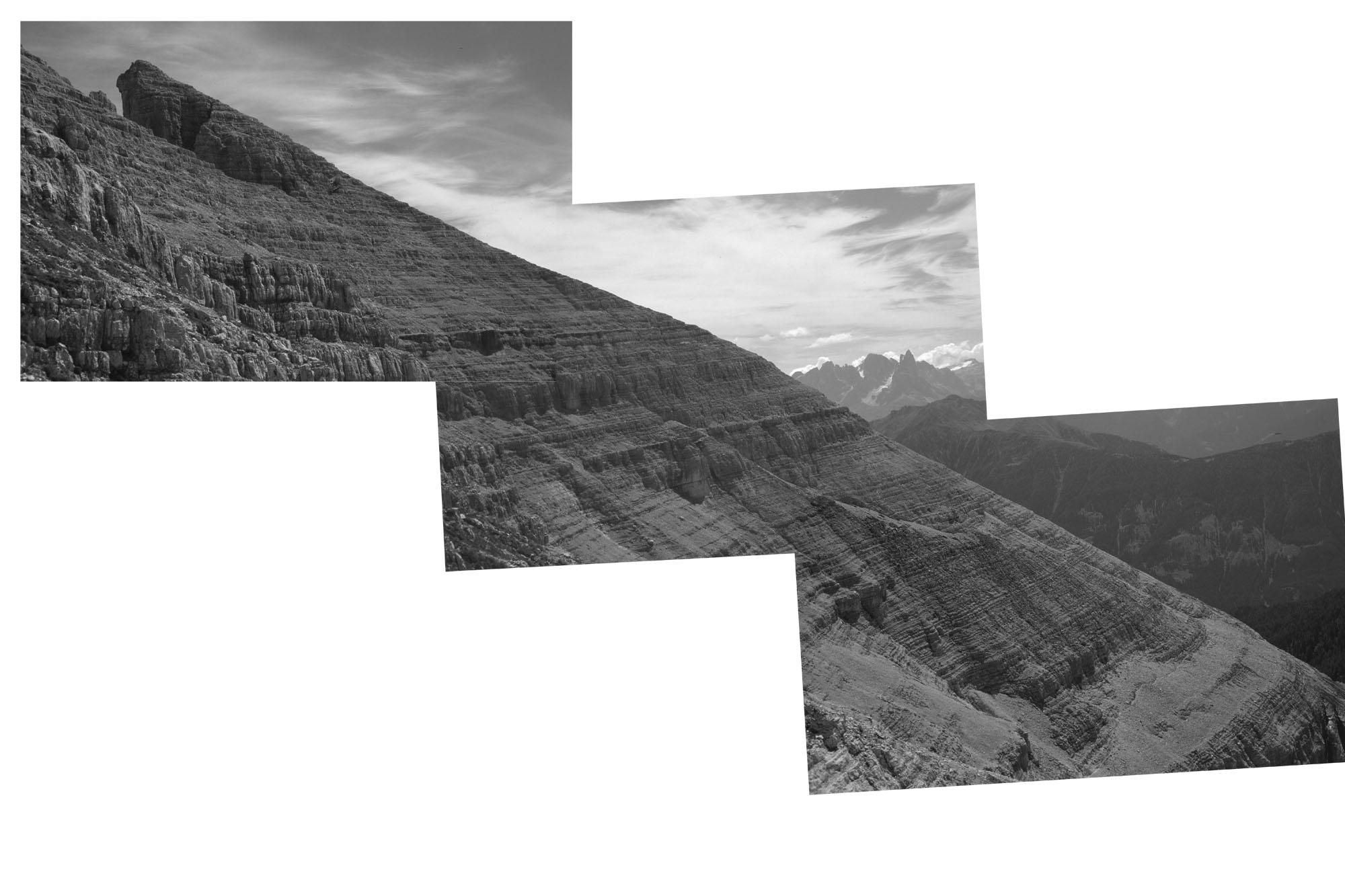
Ablagerungen aus der inneren Lagune einer fossilen Karbonatplattform. Cimon del Latemar (Dolomiten, Trentino, Norditalien)

in verschiedenen Erdzeitaltern waren bzw. wurden folgende Lebewesen bzw. Gesteine für das Wachstum der Karbonatplattformen wichtig:
- im Präkambrium: Stromatolithen
- im Kambrium: Archaeocyathiden, den Schwämmen ähnliche Metazoa
- im Paläozoikum: Armfüßer wie Richthofenida und die Gruppe der Stromatoporoidea
- im Silur: Tabulata (Bödenkorallen)
- im Devon: Rugosa (Runzelkorallen)
- im Karnium der Oberen Trias: Steinkorallen
- in der Kreide: Rudisten, eine ausgestorbene Ordnung der Muscheln.

Karbonatplattformen mit weiter Verbreitung finden sich zum Beispiel im Devon und Karbon des Harzes, des Rheinischen Schiefergebirges und im Süden Englands und Irlands. An vielen Stellen lässt sich die Gliederung in Lagune, Riff und Riffhang auch heute noch nachweisen, so zum Beispiel in der Attendorner Mulde im Stadtgebiet von Attendorn.
Eines der besten Beispiele für eine Karbonatplattform findet sich in den Dolomiten. In dieser Region der Alpen bildeten sich in der Trias im Meer der Tethys zahlreiche, heute noch gut erhaltene Atolle, so etwa an Sella, Gardenaccia, Langkofel oder Latemar. Die Karbonatablagerung fand über lange Zeit auf einem stetig absinkenden Untergrund statt. Die anhaltende Subsidenz führte zur Ansammlung von Sedimenten mit einer bedeutenden Mächtigkeit. Ähnliche Sedimente bilden auch die Nördlichen Kalkalpen, ebenfalls aus der Trias.
Im französischen, schweizerischen und süddeutschen Jura und Tafeljura wurden wie auch auf der Schwäbischen und Fränkischen Alb mächtige Sedimente zu einer Karbonatplattform abgelagert, hier stammen die Karbonatsedimente aus dem Jura.